# Prowincja Rawenna
Rawenna (wł. Ravenna, ofic. Provincia di Ravenna) – prowincja we Włoszech. 
Nadrzędną jednostką podziału administracyjnego jest region (tu: Emilia-Romania), a podrzędną jest gmina.
Liczba gmin w prowincji: 18.
Ludność według gminy:
| Gmina (comune)          | Ludność |
| ----------------------- | ------- |
| Rawenna                 | 155 750 |
| Faenza                  | 58 737  |
| Lugo                    | 31 981  |
| Cervia                  | 28 904  |
| Bagnacavallo            | 16 403  |
| Russi                   | 12 194  |
| Alfonsine               | 11 459  |
| Massa Lombarda          | 10 625  |
| Conselice               | 9 528   |
| Castel Bolognese        | 9 507   |
| Fusignano               | 8 088   |
| Cotignola               | 7 338   |
| Brisighella             | 7 185   |
| Riolo Terme             | 5 748   |
| Solarolo                | 4 376   |
| Sant'Agata sul Santerno | 2 874   |
| Casola Valsenio         | 2 499   |
| Bagnara di Romagna      | 2 389   |